# Picture to Burn
"Picture to Burn" é uma canção co-escrita e gravada pela cantora Taylor Swift. Foi lançada  em Janeiro de 2008, como quarto single de seu primeiro álbum, Taylor Swift. Também é seu terceiro single top 10, tendo alcançado #3 na Billboard Hot Country Songs

## Conteúdo
A letra da canção fala sobre o descontentamento de Swift com seu ex-namorado (que ela descreve como "apenas outro retrato pra queimar") e seus planos de se vingar dele. O single oficial contém a edição para rádio, que troca o trecho "Então vá e diga aos seus amigos que eu sou obsessiva e maluca, tudo bem, direi aos meus que você é gay" pelo verso "Tudo bem, não se importe se eu falar". Essa versão foi usada no relançamento de março de 2008.

## Faixas
Single promocional nos Estados Unidos
1. "Picture to Burn" (edição para rádio) - 2:54
2. "Picture to Burn" (versão do álbum) - 2:55
3. "I'm Only Me When I'm with You" - 3:35

## Videoclipe
Como nos outros videoclipes de Swift, o de "Picture to Burn" foi dirigido por Trey Fanjoy. O vídeo começa com Swift e uma amiga (interpretada por sua melhor amiga na vida real, Abigail) olhando uma foto de Swift e seu ex-namorado, antes de sentar em seu Ford Mustang e observá-lo com sua nova namorada. Ela começa a sonhar acordada sobre despejar seu ex-namorado da casa e, em seguida, queima a imagem. Sobre o vídeo, Swift declarou, "O enredo do vídeo é, se você romper comigo, minha banda irá revistar sua casa".

## Desempenho nas paradas musicais
| Parada musical (2008/2009)                        | Melhor posição |
| ------------------------------------------------- | -------------- |
| Canadá - Canadian Hot 100                         | 48             |
| Canadá - Canadian Radio & Records Country Singles | 1              |
| Estados Unidos - Billboard Hot 100                | 28             |
| Estados Unidos - Billboard Hot Country Songs      | 3              |
| Estados Unidos - Billboard Pop 100                | 49             |